# Horní Heřmanice (district de Třebíč)
Pour les articles homonymes, voir Heřmanice.
Horní Heřmanice (en allemand : Ober Herschmanitz) est une commune du district de Třebíč, dans la région de Vysočina, en Tchéquie. Sa population s'élevait à 139 habitants en 2020.

## Géographie
Horní Heřmanice se trouve à 7,3 km à l'ouest-sud-ouest du centre de Velké Meziříčí, à 13 km au nord de Třebíč, à 55 km à l'est-sud-est de Jihlava et à 137 km au sud-est de Prague.
La commune est limitée par Uhřínov au nord, par Nový Telečkov et Vlčatín à l'est, par Hroznatín au sud, et par Bochovice et Horní Radslavice à l'ouest.

## Histoire
La première mention écrite de la localité date de 1447.

## Transports
Par la route, Horní Heřmanice se trouve à 9 km de Velké Meziříčí, à 17,5 km de Třebíč, à 33,5 km de Jihlava et à 155 km de Prague.